# Zlatko Krmpotić
Zlatko Krmpotić (Belgrado, 7 agosto 1958) è un allenatore di calcio ed ex calciatore serbo, di ruolo difensore, attuale tecnico del Jwaneng Galaxy.

## Carriera

### Club
Debutta da professionista nel 1977 con la Stella Rossa, con cui vince tre campionati di Jugoslavia e due Coppe di Jugoslavia.
Dopo essersi ritirato nel 1986, ritorna a giocare per la stagione 1987-1988, in Turchia, al Gençlerbirliği.

### Nazionale
Con la Nazionale jugoslava ha partecipato al Mondiale del 1982.

## Palmarès

### Giocatore

#### Club
- Campionato jugoslavo: 3

Stella Rossa: 1979-1980, 1980-1981, 1983-1984
- Coppa di Jugoslavia: 2

Stella Rossa: 1982, 1985

#### Nazionale
- Campionato d'Europa Under-21: 1

1978